# Stadion Każymukana Mungajtpasuly w Astanie
Stadion Każymukana Mungajtpasuly – wielofunkcyjny stadion w Astanie, stolicy Kazachstanu. Nosi imię kazachskiego zapaśnika, Każymukana Mungajtpasuły. Swoje spotkania rozgrywa na nim drużyna Żengys Astana. Obiekt może pomieścić 12 343 widzów.